# Grotte d'Héloïse
La grotte d'Héloïse est une grotte artificielle du parc de la Garenne-Lemot dans la commune de Gétigné, près de Clisson en Loire-Atlantique, région Pays de la Loire.

## Spéléométrie
Le développement de la grotte est de 6 m.

## Géologie

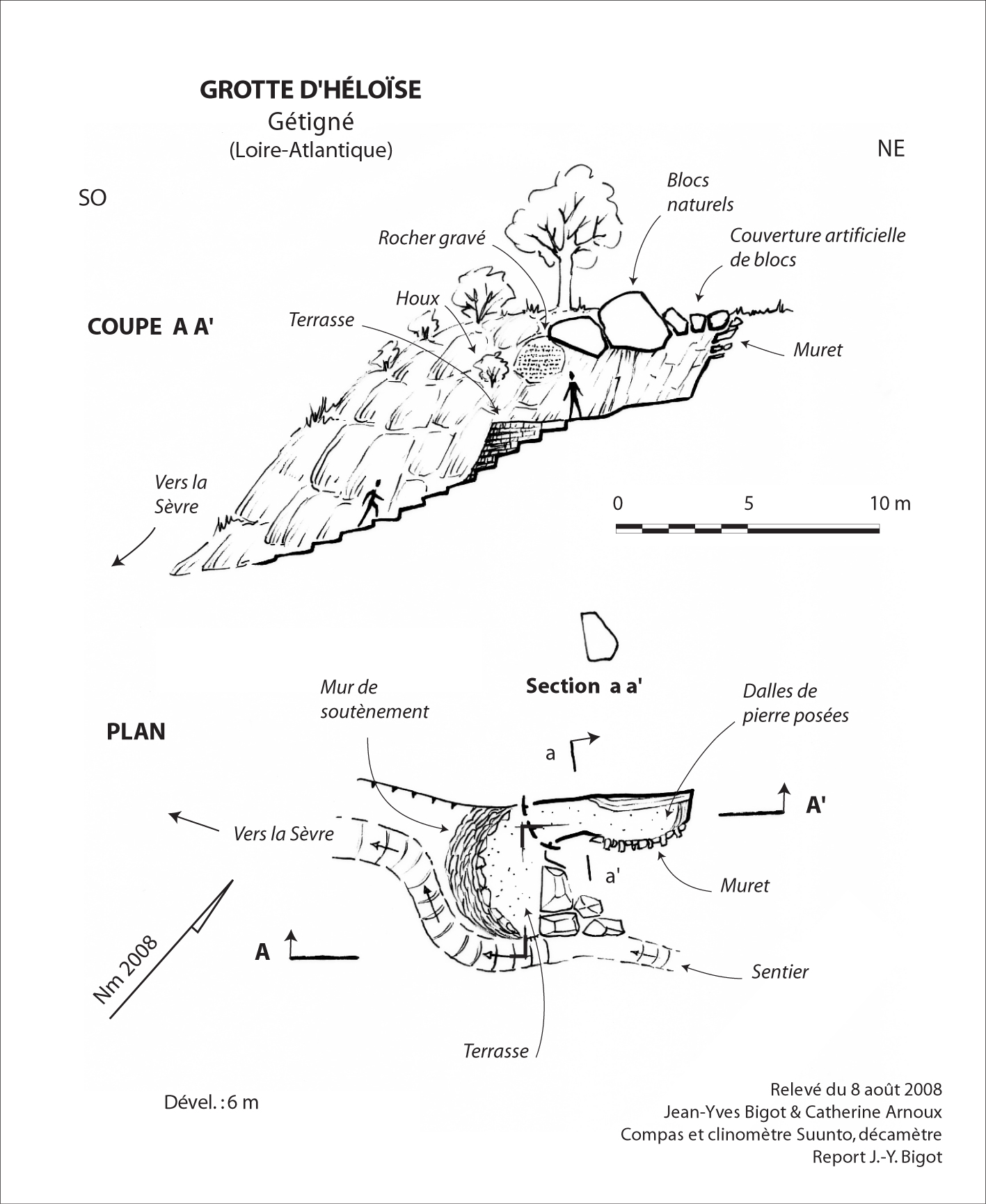
Topographie de la grotte d'Héloïse.

La grotte s'ouvre dans un chaos de blocs de granite qui bordent les rives de la Sèvre nantaise. Il s'agit d'une grotte en partie artificielle.

## Histoire
L’histoire d’Héloïse et Abélard eut un grand retentissement dans l’Europe du XIIe siècle. Sa notoriété est due au sort funeste réservé au philosophe de la Sorbonne, Pierre Abélard, émasculé par les hommes de main de Fulbert, chanoine de Notre-Dame de Paris. Fulbert est l’oncle d’Héloïse et n’a pas supporté de voir la jeune femme enceinte des œuvres de son amant.
À Clisson, l’histoire d’Héloïse et de la grotte est le résultat d’une interprétation personnelle du baron François-Frédéric Lemot. À le croire, la grotte aurait été découverte par hasard en 1805 lors de sa première visite à Clisson. Or, Lemot, sculpteur de renom, a acheté le domaine de la Garenne et a surtout embelli l’histoire, car il n’a aucune peine à imaginer Héloïse dans le bois de la Garenne de Clisson. En 1813, François-Frédéric Lemot fait graver sur le rocher les vers de son ami Antoine Peccot. Force est de constater que la grotte d’Héloïse est une cavité en grande partie artificielle entièrement due à l’intervention de François-Frédéric Lemot, qui a fait édifier un mur au fond de la grotte et fait poser quelques dalles de pierres afin de faire régner l’obscurité dans un antre qui semble à première vue naturel.
En 1817, le peintre Claude Thiénon fait éditer, en noir et blanc, des dessins gravés dont un représenté la grotte d’Héloïse.
La même année, un visiteur anglais, William Dorset Fellowes, se rend à la grotte où il est séduit par le lieu et l’histoire d’Héloïse et Abélard. Les gravures publiées par Fellowes sont pratiquement des copies de celles du peintre Claude Thiénon, parmi elles figure la « grotte of Héloise at Clisson ».
L’histoire d’Héloïse se déroule en grande partie à Paris, mais elle se retire au Pallet pour accoucher, une localité de Loire-Atlantique qui a donné l’idée à Lemot de créer la grotte et d’y faire graver en 1813 les vers d’Antoine Peccot (1766-1814), Commissaire impérial près de l'administration des Monnaies à Nantes :
« Héloïse peut-être erra sur ce rivage,

Quand, aux yeux des jaloux dérobant son séjour,

Dans les murs du Pallet elle vint mettre au jour

Un fils, cher et malheureux gage

De ses plaisirs furtifs et de son tendre amour.

Peut-être en ce réduit sauvage,

Seule, plus d’une fois, elle vint soupirer,

Et goûter librement la douceur de pleurer ;

Peut-être, sur ce roc assise

Elle rêvait à son malheur.

J’y veux rêver aussi ; j’y veux remplir mon cœur

Du doux souvenir d’Héloïse. »

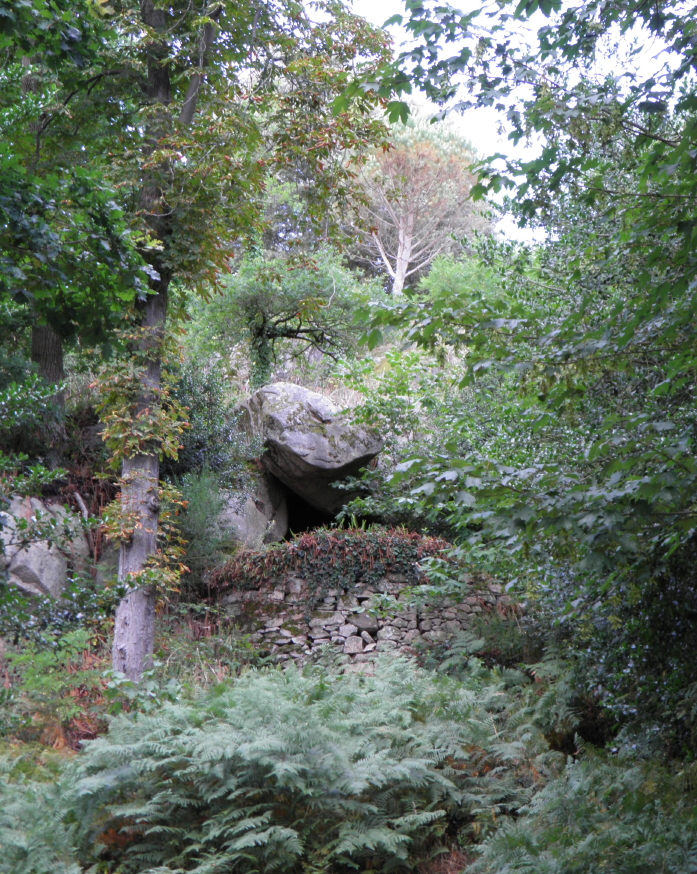
Entrée de la grotte d'Héloïse.

— Antoine Peccot